# The Who at Kilburn: 1977
The Who at Kilburn: 1977 — концертный релиз британской рок-группы The Who, выпущенный в 2008 году в форматах DVD и Blu-ray.
Состоит из двух концертов: 15 декабря 1977 года в Gaumont State Theatre, Килберн, Лондон, а также 14 декабря 1969 года в London Coliseum, Центральный Лондон.

## История
Концерт в Килберне записывался специально для документального фильма «The Kids are Alright», это было первое выступление The Who после годичного перерыва. Для записи использовалась 35-мм киноплёнка, что очень нетипично для съёмки рок-концертов 70-х годов. Однако из-за проблем со звуком выступление пролежало в архивах более 30 лет. Для фильма были использованы только некоторые кадры, да исполнение «My Wife» в неотреставрированной и подрезанной версии вошло к саундтрек фильма. На этом концерте произошёл концертный дебют композиции «Who are You». Это предпоследнее выступление The Who с барабанщиком Китом Муном, который скончался от передозировки в 1978 году.
Концерт в Колизее записывался менеджерами группы Китом Ламбертом и Крисом Стампом на 16-мм киноплёнку и 2-дорожечный магнитофон. Для выпуска на DVD выступление было отредактировано; полные версии исполненных рок-опер «A Quick One While He’s Away» и «Tommy» доступны через раздел «Extras». Песня «Substitude», исполненная перед «Happy Jack», была удалена из финальной версии.

## Список композиций

### Диск 1: The Who at Kilburn 1977
1. «I Can’t Explain»
2. «Substitute»
3. «Baba O’Riley»
4. «My Wife»
5. «Behind Blue Eyes»
6. «Dreaming from the Waist»
7. «Pinball Wizard» \ «I’m Free» \ «Tommy’s Holiday Camp»
8. «Summertime Blues»
9. «Shakin' All Over»
10. «My Generation»
11. «Join Together»
12. «Who are You»
13. «Won't Get Fooled Again»

### Диск 2: The Who at the Coliseum 1969
1. «Heaven and Hell»
2. «I Can’t Explain»
3. «Fortune Teller»
4. «Tattoo»
5. «Young Man Blues»
6. «A Quick One, While He’s Away» (edited)
7. «Happy Jack»
8. «I’m a Boy»
9. «There’s a Doctor»
10. «Go to the Mirror!»
11. «I’m Free»
12. «Tommy’s Holiday Camp»
13. «See Me, Feel Me»
14. «Summertime Blues»
15. «Shakin' All Over»
16. «My Generation»

Extras
- The Who At The Coliseum («A Quick One While He’s Away» And «Tommy» — Complete Performances)
- «The Who At Kilburn» Trailer

## В записи участвовали
- Пит Таунсенд — гитара, бэк-вокал;
- Роджер Долтри — вокал, губная гармоника;
- Джон Энтвисл — бас-гитара, бэк-вокал;
- Кит Мун — ударные, перкуссия, бэк-вокал;

## Чарты
| Чартt (2008)                         | Высшая позиция |
| ------------------------------------ | -------------- |
| Australian Top 40 Music DVDs         | 33             |
| Belgium (Flanders) Top 10 Music DVDs | 9              |
| Belgium (Wallonia) Top 10 Music DVDs | 5              |
| Italian Top 20 Music DVDs            | 9              |
| Netherlands Top 30 Music DVDs        | 23             |
| Swedish Top 20 DVDs                  | 11             |